# 迪亞盧貝
迪亞盧貝（法語：Dialloubé），是馬里的城鎮，位於該國中部，由莫普提區的莫普提省負責管轄，面積1,425平方公里，海拔高度265米，2009年人口31,483，人口密度每平方公里22人。